# Barrio de Nuestra Señora

Barrio de Nuestra Señora es una localidad del municipio leonés de Santa Colomba de Curueño, en la Comunidad Autónoma de Castilla y León.
La iglesia está dedicada a La Asunción. A las afueras del pueblo se encuentran los restos de la antigua iglesia.

## Localidades limítrofes
Confina con las siguientes localidades:
- Al norte con Ambasaguas de Curueño.
- Al noreste con Cerezales del Condado.
- Al sureste con Devesa de Curueño.
- Al suroeste con Castro del Condado.
- Al noroeste con Barrillos.

## Demografía
Evolución de la población
| Gráfica de evolución demográfica de Barrio de Nuestra Señora entre 2000 y 2017 |
|                                                                                |
| Población de derecho (2000-2017) según el padrón municipal del INE             |

## Historia
Así se describe a Barrio de Nuestra Señora en el tomo IV del Diccionario geográfico-estadístico-histórico de España y sus posesiones de Ultramar, obra impulsada por Pascual Madoz a mediados del siglo XIX:

Lugar en la provincia y diócesis de León (4 leguas), partido judicial de La Vecilla (3), audiencia territorial y capitanía general de Valladolid (50), ayuntamiento de Santa Colomba de Curueño; Situado en una ribera a la embocadura del valle de este último nombre; combatido por los vientos del N y S y con clima sano, pues no se conocen más enfermedades comunes que algunas tercianas. Tiene 30 casas; escuela de primeras letras, dotada con unos 200 reales, a la que asisten sobre 20 niños de ambos sexos; iglesia parroquial (La Asunción de Nuestra Señora), servida por un cura; una ermita dedicada al Santísimo Cristo, situada al pie del camino que dirige desde este pueblo a Devesa, y una fuente de muy buenas aguas que aprovechan los vecinos para su consumo doméstico. Confina N Barrillos y Ambasaguas, E este último, S Castro de la Sobarriba y O Santa María del Monte a ½ legua de distancia el que más. En él se encuentra un mesón llamado de Valdespina situado en el crucero que forman el camino de León a la villa de Boñar, y el de Castilla a Asturias yendo por Arguellos. El terreno es de regadío y de secano; aquel de primera y segunda clase, y este último de segunda y tercera, fertilizado algún tanto por las aguas del río Curueño, que nace en Arguellos y se dirige por el valle de su mismo nombre a confluir con el Onza, cuya denominación toma hasta unirse con el Esla. Además de los caminos locales le cruzan los dos arriba expresados; recibe la correspondencia de la villa de Vegas del Condado los martes y sábados por la noche, y sale en los mismos días por la mañana; Producciones: trigo, centeno, cebada, garbanzos, titos, habas, patatas, lino, cáñamo y varias frutas; cría ganado vacuno, cabrío, lanar, caballar, mular y de cerda; caza de perdices, liebres, codornices, jabalíes y corzos; y pesca de truchas en abundancia, barbos y otros peces. La industria y comercio: se reduce a un molino harinero, suficiente para el abasto de los vecinos, una fábrica de lienzos comunes y exportación de lino para Asturias; Población: 20 vecinos, 80 almas; Contribución: con el ayuntamiento.
Diccionario geográfico-estadístico-histórico de España y sus posesiones de Ultramar